# Amlach (adan)
En el universo imaginario de J. R. R. Tolkien y en la novela El Silmarillion, Amlach es un adan de la casa de Hador. Es hijo de Imlach y nieto de Marach, el conductor de los hombres de su casa a través de las Montañas Azules.
Amlach fue el jefe de la casa de Hador que llevó a los suyos desde Estolad a Hithlum, luego de que la situación de los edain se hiciera insostenible por la presión de los elfos de Ossiriand. Allí vivió catorce años hasta su muerte. Muy apreciado por los elfos noldor de Maedhros, que le dieron el nombre sindarin Aradan (traducido como «rey hombre»).
Estando en Estolad y en la gran asamblea que definió partir de ese lugar, un enviado de Morgoth que se hizo pasar por él, intentó sembrar la discordia entre los hombres, instándolos a volver sobre sus pasos a Eriador. Muchos, pensando que en verdad se trataba de Amlach, le hicieron caso y retornaron. Cuando se descubrió el truco con la aparición del verdadero Amlach, éste, encolerizado, juró cobrar la deuda con Morgoth.
- Datos: Q5672729